# 斯凯莱恩 (亚拉巴马州)
斯凯莱恩（英文：Skyline），是美国阿拉巴马州下属的一座城市。面积约为3.99平方英里（约合10.33平方公里）。根据2010年美国人口普查，该市有人口851人，人口密度为213.39/平方英里（约合82.38/平方公里）。